# Provincia Centro Sur
Provincia Centro Sur este una dintre cele 7 unități administrativ-teritoriale de gradul I ale statului Guineea Ecuatorială.